# Battesimo di Cristo e Madonna col Bambino in trono tra i santi Sebastiano e Giuliano
Il Battesimo di Cristo e Madonna col Bambino in trono tra i santi Sebastiano e Giuliano è un affresco di Domenico e David Ghirlandaio, databile al 1473 circa e conservato nella Chiesa di Sant'Andrea, presso San Donnino, frazione di Campi Bisenzio in provincia di Firenze.

## Storia
L'opera, in condizioni di conservazione non ottimali, è in genere considerata tra le prime prove artistiche del giovane Ghirlandaio, allora attivo in piccole parrocchie della provincia con uno stile in veloce maturazione.
Non è chiaro però se l'opera risalga a prima o dopo gli affreschi della cappella di Santa Fina a San Gimignano (1475 circa).

## Descrizione e stile
Gli affreschi coprono una parete con una lunetta ogivale in alto, con il Battesimo di Cristo, e una fascia inferiore con la Madonna col Bambino in trono tra i santi Sebastiano e Giuliano tra due paraste corinzie e specchiature marmoree dipinte. 

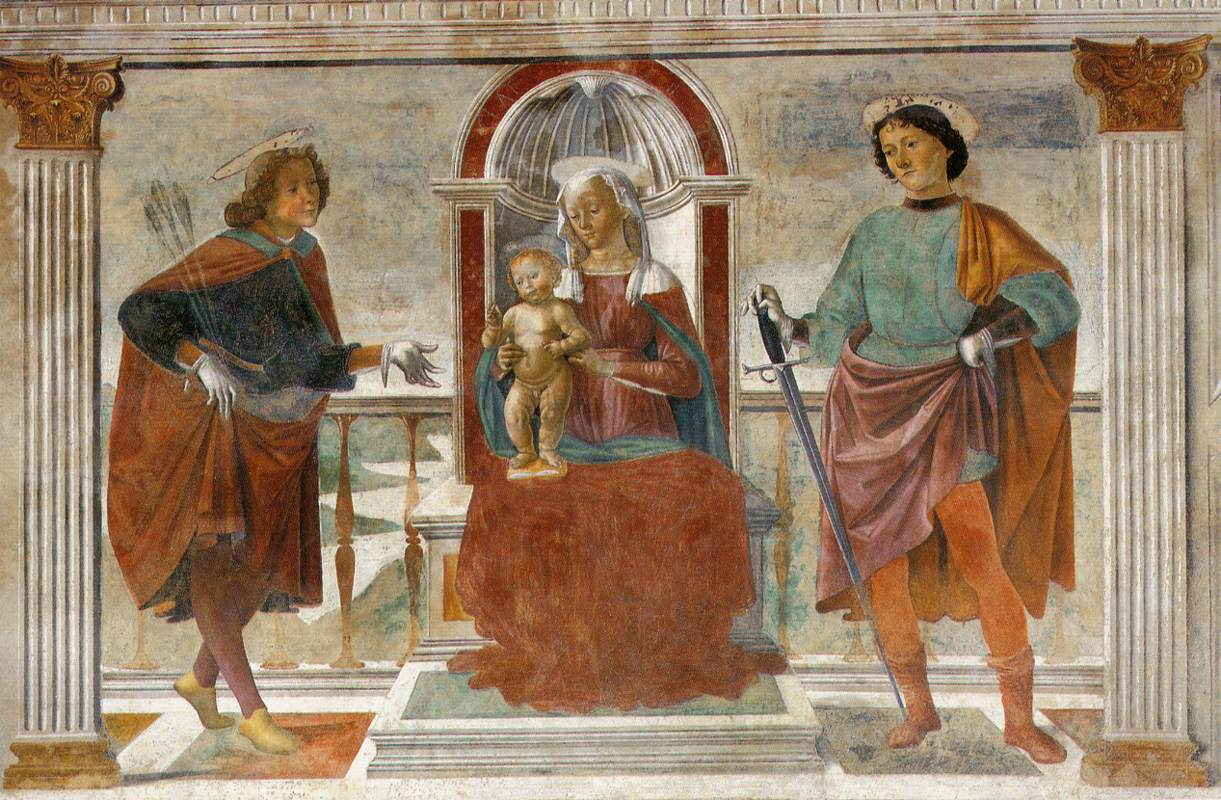
Madonna col Bambino in trono e santi

La Madonna col Bambino è la prima prova conosciuta di Ghirlandaio sul tema della Sacra Conversazione, che viene svolta in maniera piuttosto convenzionale. La Madonna è seduta su un trono marmoreo con nicchia a conchiglia, tipico dell'arte fiorentina, tiene il Bambino benedicente su un cuscino appoggiato sulle ginocchia ed è affiancata dai santi Sebastiano prima del martirio (ma con le frecce in mano) e Giuliano, con la spada in mano. Essi stanno in piedi sul pavimento a scacchi di una terrazza, con una balaustra sullo sfondo che lascia intravedere brani di un paesaggio fluviale. Le figure sono allineate con semplicità, con gesti e sguardi che tentano una fusione tra le figure, non compiuta appieno. Le fisionomie della Madonna e del Bambino mostrano un'evidente influenza del Verrocchio (si pensi alla Madonna col Bambino del Metropolitan Museum, con la stessa fronte alta della Madonna, il mento affilato, le labbra sottili, la posa in contrapposto), che ha fatto ipotizzare la presenza del Ghirlandaio come apprendista alla sua bottega. Seguendo questa possibilità alcuni storici dell'arte hanno attribuito al giovane Ghirlandaio anche una Madonna col Bambino alla Gemäldegalerie di Berlino, generalmente riferita alla scuola di Verrocchio.

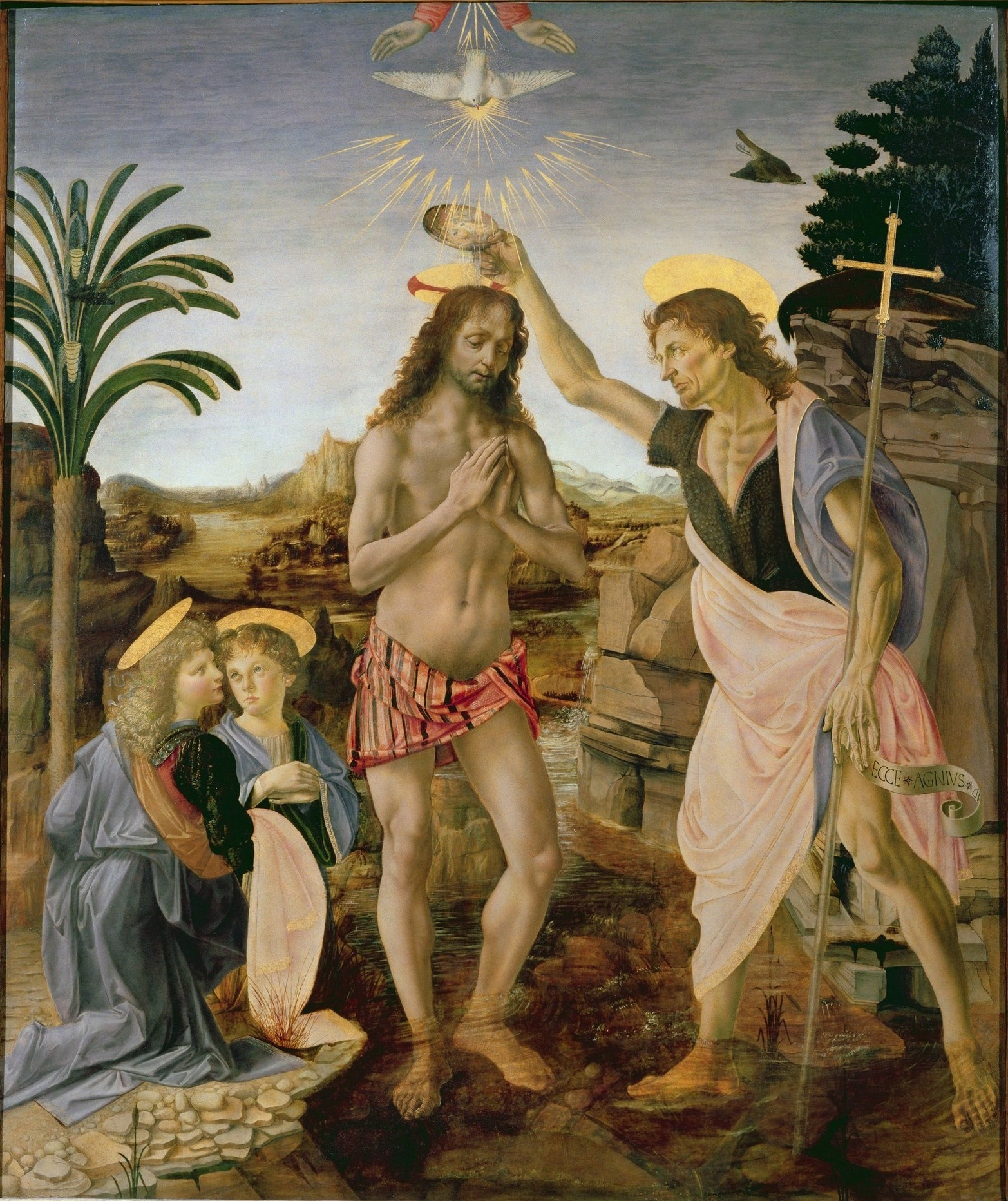
Battesimo di Cristo (Verrocchio e Leonardo), Uffizi

Il Battesimo di Cristo cita abbastanza fedelmente quello di Verrocchio (1470 circa) terminato da Leonardo da Vinci, con le figure di Gesù con le mani giunte al centro e il Battista che allunga il braccio per impartire il sacramento. Gesù ha le gambe immerse nel ruscello, che simboleggia il Giordano, fino alle caviglie, mentre il Battista si appoggia su una roccia reggendosi la veste per non bagnarsi. Il gruppo originario dei due angeli è qui raddoppiato in due coppie, due che tengono le vesti e due oranti, pure con pose simili. Al centro si apre un paesaggio collinare con due castelli al centro, popolato da figurette umane e animali, mentre sulla sommità si manifesta, come del passo evangelico, la colomba dello Spirito Santo. La forte simmetria della composizione dimostra come l'artista fosse ancora legato, in questa fase della sua carriera, a forme tradizionali e di facile apprezzamento. L'esecuzione del Battesimo non è di alta qualità, per cui è spesso attribuita ad aiuti del pittore o a suo fratello David.